# 1-naftolbenzeina
La 1-naftolbenzeina (o α-naftolbenzeina) è un indicatore di pH usato nelle titolazioni in ambiente non acquoso.
A temperatura ambiente si presenta come un solido chiaro marrone dall'odore quasi inodore.
In soluzione in acido acetico è blu o blu-verde in ambiente basico, arancio al punto di viraggio e verde scuro in ambiente acido.
Il viraggio avviene tra i valori di pH 8,2 e 10.